# Micena d'escorces
La micena d'escorces (Mycena meliigena) és una micena de colors vius que pertany a l'ordre dels agaricals.

## Descripció
- El barret fa entre 0,3 i 0,7 cm de diàmetre, de forma d'hemisfèrica a convexa, amb el centre lleugerament deprimit quan madura, de color bru ocraci a bru vermellós. Superfície mat, llisa o una mica pruïnosa, estriada en una part de la longitud.
- Les làmines són adnates, poc denses, de color blanquinós a crema. Aresta una mica dentada i del mateix color.
- El peu fa 0,5-1 x 0,05-0,1 cm, cilíndric, generalment corbat, de color bru pàl·lid, el qual presenta reflexos vermellosos. Superfície llisa.
- Carn insignificant.
- Olor i sabor nuls ambddós.
- Espores subgloboses, llises, de 9-11 x 8-10 micròmetres. Basidis tetraspòrics. El color de l'esporada és blanc.[1]

## Hàbitat
És un bolet relativament comú, apareix entre l'estiu i l'hivern i acostuma a créixer sobre escorça d'arbres vius o morts, sovint entre hepàtiques i molses corticícoles, de vegades vora líquens. No sembla mostrar preferència per cap tipus d'arbre en concret, ja que aquesta espècie s'ha trobat sobre alzines, roures o avets, freqüentment a força metres del terra, més rarament sobre arbres caiguts, després de les pluges o en llocs humits, des de zones baixes, costaneres, fins a l'estatge subalpí.

## Distribució geogràfica
Es troba a Europa.

## Confusions amb altres espècies
El port i la coloració del basidioma, i l'hàbitat sobre troncs vius, després de les pluges, faciliten la correcta i ràpida identificació d'aquesta espècie. Una espècie propera és Mycena pseudocorticola, el qual té el basidioma més robust, de color gris blavós, i basidis bispòrics. Altres espècies que creixen sobre l'escorça d'arbres vius, entre molses, acostumen a tindre el basidioma de color blanc (com ara, Mycena corynephora o Mycena quercus-ilicis). També es podria confondre amb espècies d'altres gèneres com Marasmiellus o Marasmius, els quals poden viure sobre escorça, però se'n diferencien pels caràcters macroscòpics i microscòpics.

## Comestibilitat
Com totes les espècies del gènere Mycena, no té cap valor culinari.